# Монморанси-Лаваль, Ги-Клод-Ролан де
Граф Ги-Клод-Роланд де Монморанси-Лаваль (фр. Guy-Claude-Roland de Montmorency-Laval; 5 ноября 1677, замок Першере (Ле-Брей-сюр-Мериз) — 14 ноября 1751, замок Шатон (Паринье-л'Эвек) — французский военный деятель, маршал Франции (1747).

## Биография
Сын графа Габриеля II де Лаваля-Тартиньи и Рене Барб де Лафортери.
До получения маршальского чина именовался графом де Лаваль, затем стал называться маршалом Монтиньи.
Младший лейтенант полка Короля (14.04.1694). В кампанию того года служил во Фландрской армии, участвовал в тяжелом марше от Виньямона к Эспьерскому мосту.
Лейтенант в том же полку (27.12.1695), был при бомбардировке Брюсселя 13—15 августа. В 1696 году Фландрская армия бездействовала, в следующем году Ги принимал участие в осаде и взятии Ата (5.06).
В 1698 году служил в Кудёнском лагере под Компьеном.
Капитан полка Короля (17.01.1701), служил во Фландрской армии маршала Буфлера, который ввел французские войска в города Испанских Нидерландов, где стояли голландские гарнизоны.
Патентом от 14 июня 1702 сформировал пехотный полк своего имени. Командовал им во Фландрской армии. Подполковник Бурбонского пехотного полка (24.03.1705), участвовал в осаде Висамбурских линий 3 июля, затем переведен в Дофинуазскую армию. Участвовал во взятии Сончино (23.10) и Монмельяна (11.12), осаде Ниццы, сдавшейся 4 января 1706. При этом получил два ранения при разрыве бомбы, одно в шею, другое «между телом и правой рукой», которая осталась обездвиженной.
Командовал различными отрядами в горах и на равнинах Пьемонта, принимал участие в атаке Туринских линий 7.09.1706, был при снятии осады Тулона (22.08.1707).
В 1708 году в Рейнской армии. В следующем году снова во Фландрской армии, содействовал обороне Турне, сдавшегося 22 июля.
Получив приказ удерживать горнверк Сетфонтена, оборонял его в течение восемнадцати дней, был ранен в левую руку, раздробленную взрывом бомбы.
29 марта 1710 произведен в бригадиры, служил во Фландрской армии. В 1711 году отличился при атаке форта Арлё, овладел им 3 июля, взяв тысячу пленных.
В 1712 году в той же армии. 10 июля разбил трехтысячный отряд, укрепившийся в садах, чтобы поддержать фуражиров у Валансьена. 24 июля сражался в битве при Денене, участвовал во взятии Маршьенна (30.07), Дуэ (8.09), при осаде которого овладел равелином, а затем одним из первых вошёл в город, Ле-Кенуа (14.10), где командовал после захвата города.
В 1713 году в Рейнской армии, участвовал в подчинении Шпайера, Вормса, Кайзерслаутерна, осаде Ландау, сдавшегося 20 августа, где отличился при атаке. Также отличился при разгроме генерала Вобонна 20 сентября, взятии Фрайбурга (1.11) и его цитадели (16-го). Во время этой осады получил пулевое ранение в челюсть.
1 февраля 1719 произведен в лагерные маршалы. 23 января 1722 назначен губернатором Филиппвиля, в котором почти все время находился.
1 апреля 1734 направлен в Рейнскую армию, участвовал в атаке Этлингенских линий 4 мая, осаде Филиппсбурга и взятии Вормса (23.07). 1 августа был произведен в генерал-лейтенанты. 1 апреля 1735 снова был назначен в Рейнскую армию.
С 16 августа 1741 по 1 мая 1744 командовал в области Меца, затем стал командующим в Лотарингии и 20 сентября 1744 был назначен губернатором Бетюна, отказавшись от Филиппвиля.
17 сентября 1747 в лагере у Амаля в Брабанте был назначен маршалом Франции, 31 октября оставил командование в Лотарингии.

## Семья
Жена (29.06.1722): Мари-Элизабет де Рувруа де Сен-Симон (10.03.1698—4.01
1762), дама де Паринье, дочь Эсташа-Титюса де Рувруа, маркиза де Сен-Симона, бригадира армий короля, и Клер-Эжени де Отрив
Дети:
- Мари-Луиза (31.03.1723—24.06.1794), аббатиса Монмартра
- Ги-Клод-Луи (9.03.1724—1726)
- Сипрьен-Жан-Ролан (31.03.1725, ум. ребёнком)
- Шарль-Луи (12.04—21.08.1727)
- граф Жозеф-Пьер (28.05.1729—29.07.1757), сеньор де Валон, Мень и Кренон, полковник Гиеньского пехотного полка, один из мененов дофина. Погиб в битве при Хастенбеке, исполняя функции адъютанта главного квартирмейстера. Жена (25.04.1749): Элизабет-Рене де Мопу, дочь маркиза Рене-Теофиля де Мопу, генерал-лейтенанта, и Рене Бланшар де Банневиль
- Генриетта-Луиза (29.06.1733—1811). Муж (17.03.1747): Блейкард Максимилиан Августин фон Хельмштадт (1728—1802), граф де Моранж